# دان سوليفان (لاعب هوكي جليد)
دان سوليفان هو لاعب هوكي جليد كندي، ولد في 20 مارس 1981 في Weston, Toronto ‏ في كندا.

## وصلات خارجية
- دان سوليفان على موقع دوري الهوكي الوطني (الإنجليزية)
- دان سوليفان على موقع EliteProspects.com (الإنجليزية)
- دان سوليفان على موقع HockeyDB.com (الإنجليزية)